# Pinchas Horowitz
Pinchas Horowitz, auch Horwitz (Pinchas Ben Zwi Hirsch Ha-Levi; geboren 1730 oder 1731 in Czortków (heute Oblast Ternopil, Ukraine); gestorben am 1. Juli 1805 in Frankfurt am Main) war von 1771 bis zu seinem Tode Rabbiner in Frankfurt am Main.

## Leben

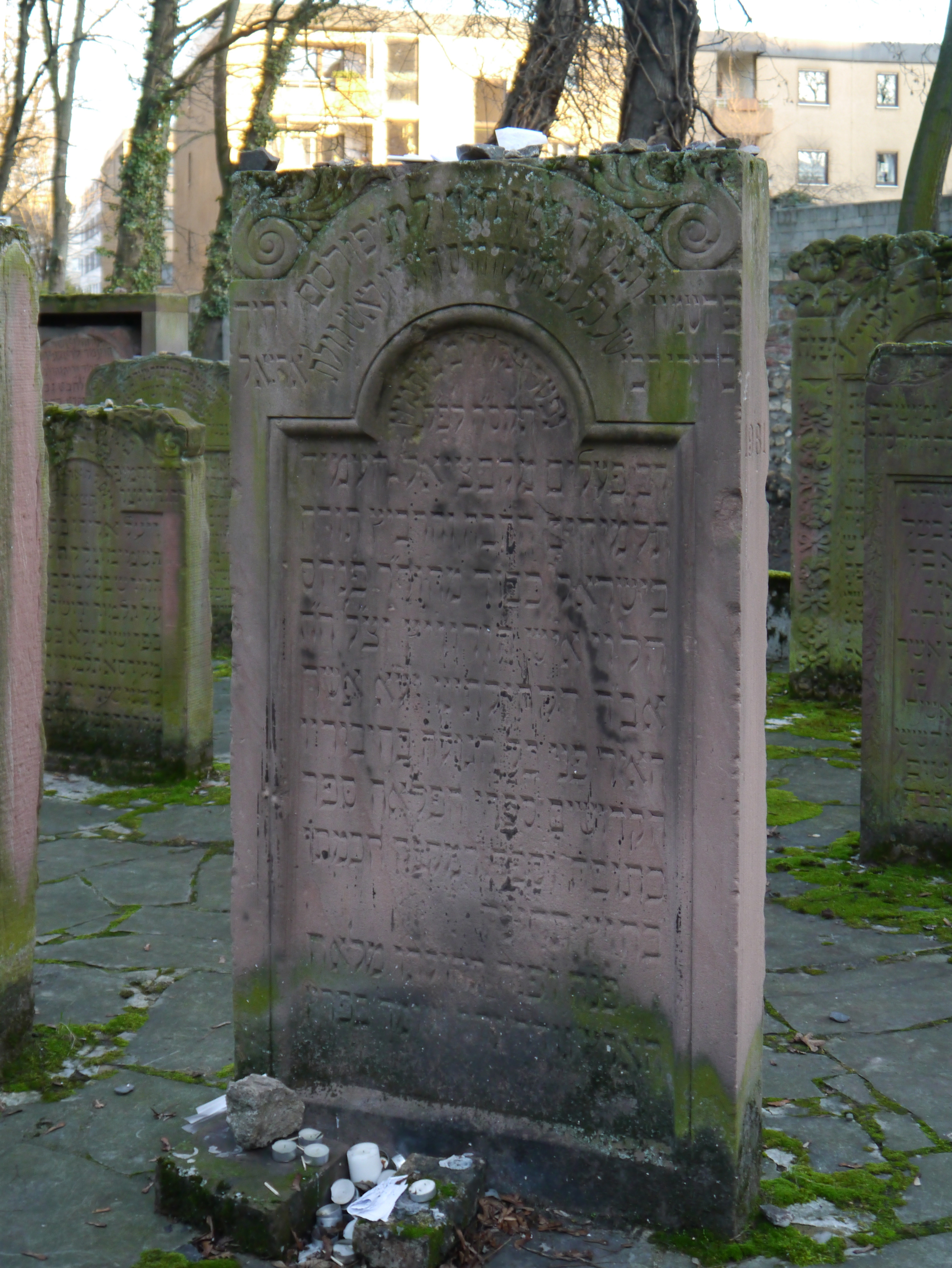
Grabstein auf dem Ehrenfeld des Friedhofes an der Battonnstraße

Horowitz wurde in Czortków geboren, wo sein Vater Zwi-Hirsch Halevi Horwitz Rabbiner war. Er studierte zunächst unter seinem Vater und später unter seinen beiden Brüdern, Nachum und Samuel Horowitz, der später Rabbiner von Nikolsburg wurde. In dieser Zeit besuchte er mit seinem Bruder den Kreis um Rabbiner Dow Bär von Mesritsch und lernte dabei auch Rabbiner Schneur Salman kennen, den Gründer der Chabad-Bewegung. Er heiratete Rachel-Debora Halpern, die Tochter des Gemeindevorstands Joel Halpern in Leshnyuv (Leszniow) in Ostgalizien. 
Horowitz war zunächst Rabbiner in der polnischen Kleinstadt Witkowo und 1764 in Lachowicze. 1764 wurde er Rabbiner in Lyakhovichi (Lachowicze), Weißrussland. Er ergriff im „Klever Getstreit“ gegen den Prager Oberrabbiner Landau Partei und erlangt so die Sympathien der Frankfurter Talmudisten. 1771 nahm er einen Ruf der Jüdischen Gemeinde Frankfurt am Main an, wo er bis zu seinem Tode als Rabbiner blieb. In Frankfurt führte Horowitz einen privaten Minjan, in dem der sefardische Ritus befolgt wurde, während die übrigen Juden Frankfurts dem aschkenasischen Ritus folgten. Ausnahme war neben Pinchas Horowitz nur Rabbiner Nathan Adler, der in der Judengasse einen öffentlichen Minjan nach sephardischem Ritus etablierte und dafür 1779 und 1789, auch mit der Zustimmung von Horowitz, gebannt wurde.
Horowitz war ein vehementer Gegner der Haskala-Bewegung. 1782 predigte er gegen die deutsche Bibelübersetzung von Moses Mendelssohn und den dazugehörigen Kommentar, den sogenannten Biur. Trotz seiner Kritik an Mendelssohns Übersetzung billigte er die deutsche Übersetzung von Wolf Heidenheims Machsor, des Gebetbuchs für jüdische Festtage. Zu seinen bekanntesten Schülern gehörte Rabbi Nathan Adler, welcher wiederum der Lehrer von Moses Sofer war, der seine talmudische Gelehrsamkeit und seine halachische Autorität respektierte. Horowitz schrieb hauptsächlich Kommentare zu einigen Talmudtraktaten. Seine zwei wichtigsten Werke sind Sefer Hafla'ah und Schewet Achim (etwa „Wenn Brüder zusammen sitzen“). Diesen Titel erläutert er wie folgt: „Es ist wünschenswert, dass Brüder zusammen sitzen und sich gleichzeitig um ein klares Studium und eine klare Halacha bemühen. Denn nur durch ein gründliches Studium der Halachot und eine Konzentration auf ihre Ergebnisse ist es möglich, die frühen Poskim (rabbinischen Autoritäten) und die Tiefe ihrer Systeme zu verstehen.“
Horowitz wurde auf dem Jüdischen Friedhof in Frankfurt am Main beigesetzt. Sein Grabstein ist erhalten und auf dem Ehrenfeld im südwestlich gelegenen Teil des Friedhofes zu besichtigen. 
Bei den Weblinks findet sich über eine Online-Datenbank die Inschrift des Grabmales, die jedoch auch eine Diskrepanz beim Sterbedatum offenbart.